# Kastiljski fevdalizem
Kastiljski fevdalizem je zgodovinski izraz, o katerem govorimo kadar opisujemo socialno in 
ekonomsko ureditev ene od srednjeveških regij. Nahajala se je na osrednji planoti današnje 
Španije.
Fevdalizem se je razširil in utemeljil v času katoliških kraljev, v času izrazitih neenakosti v družbi. Nekaj ključnih značilnosti fevdalne družbe je razdrobljenost politične oblasti in prevlada odnosov osebne odvisnosti večina prebivalstva. Deli se na plemstvo, duhovščino in kmete. Na IIberskem polotoku se je proces razporeditve fevdalne družbe utrdil v 11. stoletju, v času nasilja ter politične in ekonomske nestabilnosti. Skupaj s širjenjem krščanske vere, je do konca 13. stoletja celotno območje današnje Španije, z izjemo Granade, temeljilo na fevdalnih odnosih. Dinamičnost spreminjanja družbene ureditve je bilo odvisno od posameznega (krščanskega) kraljestva, geografskih značilnosti območja, pomembnosti lokalnih običajev in moči plemstva ali učinkovitosti oblasti kraljev.

## Plemstvo
Zelo pommebno vlogo je imelo plemstvo, ki je temeljilo na nizu družin krvno povezanih rodbin, od najpomembnejših bogatašev in velikih dvorjanov, do vitezov in manj vplivnih gospodarjev s podeželja, ki imajo najnižji položaj na družbeni lestvici. Njihovo bogastvo je 
temeljilo na njihovi obsežni agrarni dediščini, davčnih oprostitvah, pravnih privilegijih in kraljevi podpori. Plemiči so bili (kraljevi) vazali, ki so imeli določene obveznosti do svojega seniorja (kralja). Najpomembnejše je bilo sodelovanje pri vojaških pohodih. Poleg tega so kot gospodje tudi ti imeli svoje vazale, ki s posojenimi dobrinami (običajno zemljo) gospodu prinašali dohodek in storitve. Ti pa so jim v zameno zagotovili zaščito in preživnino. Kljub temu pa so poleg izkoriščanja prebivalstva med gospodi samimi kdaj izbruhnili nesporazumi 
in celo spopadi.
V Kastiliji so kralji, ki so bili nezmožni neposredno upravljati s celotnim kraljestvom, bili odvisni od lokalnih plemičev. Pomagali so jim pri pridobivanju raznih sredstev, pobiranju davkov in zbiranju že oboroženih mož za vojno. Tako so bila zemljišča razdeljena na posesti, ki so bila v neposredni lasti kralja, in tista, ki so služila duhovščini ter manjša zemljišča v lasti 
gospodov.

## Cerkev
Moč in avtoriteta Cerkve sta temeljili na bogastvu njene dediščine, duhovni premoči, nadzoru nad prebivalstvom in moči avtonomne hierarhične organizacije, ki jo je spodbujala gregorijanska reforma. Od 11. stoletja dalje se je moč papeštva še utrdila. Cerkev je povečala prevlado nad škofijami in samostani, ki so postali velika gospodarska središča. Škofije pa so upravljale z najemninami in davki ter posledično prejemale prispevke in dobrine.
Vojaška Cerkev se je spopadala z raznimi nesoglasji, kamor uvrščamo predvsem krivoverstvo. Versko-vojaške inštitucije imenovane vojaški redi, ki izvirajo iz vzhoda, so se proti t. i. nevernikom borili tudi v križarskih vojnah. Pri obrambi andaluzijske meje so polotoška kraljestva Calatrava, Santiago in Alcántara pridobila ogromno ozemeljske moči. Cerkvena teritorialna organizacija je segala vse od mestnih škofij do manjših vasi. Po zaslugi župnij je prišlo do množitve cerkva in kapel, ki so postale središče družbenega nadzora podeželjskih skupnosti. Kamniti templji in verske zgradbe v vsakem kraju so Cerkvi omogočali širjenje duhovne in družbene ideologije med kmečkim prebivalstvom.

## Kmečki stan
Sredi srednjega veka je bila evropska družba pretežno podeželjsko usmerjena. Štirje od petih prebivalcev so živeli na podeželju, večina prebivalcev na obrobju mest pa se je posvečalo tudi agrarnim dejavnostim. Redki so ostali brez gosposke posesti.
Kmetje so za zemljo, ki so jo obdelovali, morali plačevati najemnino. Poleg tega so morali opravljati tlako, plačevati za uporabo gora, pašnikov in vod ter za lokalne monopole, kot so promet, kovaštvo ali mlin. Prav tako so plačevali davek ob dedovanju, poroki ali kadar so v uspešnih letih lahko trgovali z nekaj presežka.
Lokalne skupnosti so, ko so našle potrebne vire in priložnost za izražanje svojih pritožb, vodile skupna odporniška gibanja, nasilne nemire in druga anonimna dejanja upora, zahtevke, proteste proti davkom, lastninskim in skupnim tožbam ali starim pravicam. V mestih kronike govorijo o fizičnih delavcih kot o »malih ljudeh«, saj so le-ta (srednjeveška mesta) bila popolnoma vključena v fevdalno družbo.
V Kastiliji se je na koncu 13. stoletja v urbanih enklavah dokončno vzpostavila prevlada lokalnih oligarhij in patricijskih vitezov, ki so izpodrinili vse veje oblasti. S tem so odpravili domnevno starodavno svobodo občinskih zborov. Šibko meščanstvo pa je bilo še daleč od 
prevzema gospodarske moči, potrebne za upad temeljev fevdalizma.

## Mnenja zogodovinarjev
Za nekatere avtorje je kriza in preživetje v času fevdalizma kot pravni sistem ali oblika vladanja in naj bi izginil z Iberskega polotoka ob koncu srednjega veka. Takrat so se razvile korenine Moderne države. Vendar se zgodovinarji, ki se bolj posvečajo družbeni in gospodarski strukturi, s tem ne strinjajo. Zagovarjajo polno veljavo fevdalizma v 14. in 15. stoletju, vse do končne krize Starega režima.